# Ściskanie
Ściskanie – pojęcie z wytrzymałości materiałowej dotyczące sposobu działania ujemnych obciążeń zewnętrznych na materiał.

## Ściskanie osiowe
Ściskanie osiowe – w wytrzymałości materiałów definiuje się dwa podstawowe przypadki osiowego ściskania pręta:
- Ściskanie czyste[1], w którym do poprzecznych przekrojów brzegowych jednorodnego i izotropowego pręta pryzmatycznego przyłożone jest obciążenie równomiernie rozłożone o stałej gęstości {\displaystyle \sigma } i o zwrocie przeciwnym do zwrotu wektora normalnego powierzchni ścianki poprzecznej (prostopadłym do ścianki, skierowanym do wewnątrz). Dla tego przypadku wytrzymałościowego znane jest rozwiązanie zagadnienia brzegowego liniowej teorii sprężystości.

- Ściskanie proste[1][2], które różni się od ściskania „czystego” tym, że obciążenie rzeczywiste rozłożone w sposób ciągły zastępuje się dwójką sił skupionych, przeciwnie skierowanych, równych co do wartości i współliniowych, działających w osi tego pręta. Analityczne rozwiązanie tego przypadku jest praktycznie niemożliwe i dlatego do tego przypadku stosuje się zgodnie z zasadą de Saint-Venanta rozwiązanie zagadnienia czystego ściskania, przyjmując, że

{\displaystyle \sigma ={\frac {F_{x}}{A}},}
gdzie {\displaystyle A} oznacza pole przekroju poprzecznego pręta.
Ściskanie ma najczęściej miejsce w przypadku prętów lub kolumn.

## Rozwiązanie zagadnienia czystego ściskania
Rozwiązanie zagadnienia liniowej teorii sprężystości w przypadku czystego ściskania jest następujące:
UWAGA: Symbole {\displaystyle \sigma } i {\displaystyle F} we wszystkich wzorach podanych poniżej nie uwzględniają znaku „{\displaystyle -}”. Operując tymi symbolami, należy pamiętać, że ponieważ siły zewnętrzne zwrócone są przeciwnie do normalnej zewnętrznej powierzchni pręta, to zarówno te siły, jak i występujące w pręcie siły przekrojowe, mają wartości ujemne, a co za tym idzie, odkształcenia i przemieszczenia również są inne. Chodzi o to, żeby we wzorach podstawiać za wielkości {\displaystyle \sigma } i {\displaystyle F} wartości ujemne. Dzięki temu widać prostą analogię z rozciąganiem.
Tensor naprężeń:
{\displaystyle \sigma _{ij}={\begin{pmatrix}\sigma &0&0\\0&0&0\\0&0&0\end{pmatrix}}}
Tensor odkształceń
{\displaystyle \varepsilon _{ij}={\begin{pmatrix}{\frac {\sigma }{E}}&0&0\\0&-\nu {\frac {\sigma }{E}}&0\\0&0&-\nu {\frac {\sigma }{E}}\end{pmatrix}}}
gdzie:
{\displaystyle E} – moduł Younga,
{\displaystyle \nu } – współczynnik Poissona.
Wektor przemieszczeń {\displaystyle u=[u_{1};u_{2};u_{3}]}
- wzdłuż osi pręta

{\displaystyle u_{1}={\frac {\sigma }{E}}x_{1}+a+bx_{2}+cx_{3},}
- w kierunkach prostopadłych

{\displaystyle u_{2}=-\nu {\frac {\sigma }{E}}x_{2}+d-bx_{1}+fx_{3},}
{\displaystyle u_{3}=-\nu {\frac {\sigma }{E}}x_{3}+g-cx_{1}-fx_{2}.}
Stałe {\displaystyle a,b,\dots ,f} wylicza się na podstawie kinematycznych warunków brzegowych (tj. tego, jak pręt jest utwierdzony).

## Warunki projektowania
Pręty ściskane projektuje się ze względu na możliwość wystąpienia dwóch stanów niebezpiecznych:
- graniczny stan nośności – naprężenia nie mogą przekroczyć wytrzymałości na ściskanie {\displaystyle \sigma ^{max}={\frac {F_{x}^{max}}{A}}<R_{s},}

- graniczny stan użytkowania

skrócenie nie może przekroczyć wartości dopuszczalnej {\displaystyle \Delta L=\left|{\frac {F_{x}l}{AE}}\right|<\Delta L_{dop}}
albo gdy siła osiowa {\displaystyle F_{x}} nie jest stała w całym pręcie (jest funkcją zmiennej x): {\displaystyle \Delta L=\left|\int \limits _{0}^{l}~{\frac {F_{x}(x)}{AE}}dx\right|<\Delta L_{dop},}
gdzie {\displaystyle l} – długość początkowa pręta.
Ponadto pręt nie może ulec wyboczeniu.

## Przykładowe dane
Poniższa tabela prezentuje przykładowe dane dotyczące wytrzymałości ciał stałych na ściskanie:
| Substancja        | {\displaystyle R_{s}} [MPa] |
| Diament           | 17 000                      |
| Azotek krzemu     | 3000                        |
| Korund            | 2400                        |
| Dwutlenek cyrkonu | 2100                        |
| Węglik krzemu     | 2000                        |
| Szkło kwarcowe    | 1100                        |
| Porcelana         | 500                         |
| Kość              | 150                         |
| Lód (0 °C)        | 3                           |
| Styropian         | ~1                          |

gdzie: {\displaystyle R_{s}} – wytrzymałość na ściskanie.

## Ściskanie mimośrodowe
Powyżej omówiono przypadki dokładnie osiowego działania siły podłużnej {\displaystyle N,} co skutkowało brakiem występowania momentów zginających w przekroju poprzecznym pręta. W praktyce występują jednak najczęściej takie przypadki ściskania, w których siła {\displaystyle N} działa mimośrodowo względem środka ciężkości przekroju poprzecznego i powoduje w ogólności dwuosiowe zginanie pręta.
Oznaczając jego oś przez {\displaystyle 0x,} a mimośrody działania siły {\displaystyle N} odpowiednio przez {\displaystyle e_{y}} i {\displaystyle e_{z},} otrzymuje się na naprężenia normalne wzór
{\displaystyle \sigma _{n}=-{\frac {N}{A}}-{\frac {M_{z}}{J_{z}}}y+{\frac {M_{y}}{J_{y}}}z={\frac {N}{A}}\left[-1-{\frac {e_{y}}{i_{y}^{2}}}y+{\frac {e_{z}}{i_{z}^{2}}}z\right],}
w którym {\displaystyle i_{y},} {\displaystyle i_{z}} są tzw. promieniami bezwładności przekroju poprzecznego.

## Rdzeń przekroju
Osią obojętną przekroju poprzecznego nazywana jest prosta będąca miejscem geometrycznym punktów, w których spełniony jest warunek {\displaystyle \sigma _{n}=0.} Równanie tej prostej ma postać
{\displaystyle 1+{\frac {e_{y}}{i_{y}^{2}}}y-{\frac {e_{z}}{i_{z}^{2}}}z=0,}
z której wynika, że w zależności od wartości mimośrodów {\displaystyle e_{y},} {\displaystyle e_{z}} prosta ta może albo 1) przekrój przecinać albo też 2) leżeć poza tym przekrojem. W przypadku 1) część przekroju jest ściskana, a druga – rozciągana. Przypadek 2) zachodzi, gdy cały przekrój jest ściskany (lub rozciągany). Przy projektowaniu konstrukcji z materiałów o niskiej lub żadnej wytrzymałości na rozciąganie (np. sklepienia łukowe lub mury oporowe budowane z kamieni lub cegieł bez zaprawy) dąży się właśnie do tego, aby jej przekroje pracowały tylko na ściskanie.
Rdzeniem przekroju nazywa się miejsce geometryczne punktów o takich wartościach współrzędnych {\displaystyle e_{y},} {\displaystyle e_{z}} punktów przyłożenia siły {\displaystyle N} w przekroju poprzecznym pręta, które spełniają warunek {\displaystyle \sigma _{n}<0} (lub {\displaystyle \sigma _{n}>0}).
Rdzeń przekroju jest wielokątem wypukłym, którego wierzchołki odpowiadają liniom ograniczającym kształty konturu przekroju poprzecznego. Boki tego wielokąta – z kolei – odpowiadają wierzchołkom konturu przekroju.

## Linia ciśnień
Przy projektowaniu łuków i murów oporowych z materiałów o niskiej lub żadnej wytrzymałości na rozciąganie dąży się do tego, aby we wszystkich projektowanych przekrojach położenie działającej siły osiowej {\displaystyle N} (określone przez mimośrody {\displaystyle e_{y}} i {\displaystyle e_{z}}) znajdowało się wewnątrz lub na brzegu rdzenia przekroju. Linia będąca miejscem geometrycznym punktów o współrzędnych {\displaystyle e_{y}} i {\displaystyle e_{z}} nosi nazwę linii ciśnień.

## Wyboczenie
Błędem byłoby przypuszczać, że różnica między ściskaniem i rozciąganiem sprowadza się tylko do uwzględnienia znaku „{\displaystyle -}” w odpowiednich wielkościach. W rzeczywistości rzadko zachodzi sytuacja, w której projektowany ściskany pręt zostanie zniszczony na skutek przekroczenia jego wytrzymałości na ściskanie. Wcześniej zachodzi zjawisko wyboczenia polegające na tym, że z powodu niedokładnego wykonania (którego nie da się w praktyce uniknąć), pręt jest ściskany mimośrodowo, lub też w wyniku zaburzenia struktury samego materiału pręt zaczyna się wyginać. Wtedy w tensorze naprężeń pojawiają się dodatkowe składowe o wartościach niezerowych i mamy do czynienia z zagadnieniem innym niż czyste ściskanie.